# Rönnguldmal
Rönnguldmal (Phyllonorycter sorbi) är en fjärilsart som först beskrevs av Frey 1855.  Rönnguldmal ingår i släktet guldmalar, och familjen styltmalar.
Artens utbredningsområde är:
- Österrike.
- Belgien.
- Luxemburg.
- Belarus.
- Estland.
- Lettland.
- Litauen.
- Tjeckien.
- Slovakien.
- Danmark.
- Finland.
- Frankrike.
- Tyskland.
- Ungern.
- Irland.
- Italien.
- Kazakstan.
- Nederländerna.
- Norge.
- Polen.
- Portugal.
- Rumänien.
- Sverige.
- Schweiz.
- Turkmenistan.
- Moldavien.
- Ukraina.

Arten är reproducerande i Sverige. Inga underarter finns listade.